# 치즈인더트랩 (영화)
《치즈인더트랩》은 2018년에 개봉한 대한민국의 영화이다. 대한민국의 만화가 순끼의 동명 네이버 웹툰이 원작이다.

## 캐스팅
- 박해진: 유정 역
- 오연서: 홍설 역
- 박기웅: 백인호 역
- 유인영: 백인하 역
- 오종혁: 오영곤 역
- 박산다라: 장보라 역
- 김현진: 권은택 역
- 문지윤: 김상철 역
- 이석준: 유정 부 역
- 나혜미: 다영 역
- 홍윤재: 경환 역
- 고민시: 여후배 역
- 조덕현: 선원 역
- 전준영: 고등학생 1 역
- 김도완: 고등학생 2 역
- 윤화경: 인호여대생 역
- 이정혁: 경영학과생 1 역
- 박근완: 경영학과생 2 역
- 양동선: 경영학과생 3 역
- 배인호: 경영학과생 5 역
- 박재환: 경영학과생 6 역
- 이정빈: 경영학과생 7 역
- 김다원: 경영학과생 8 역
- 박상연: 경영학과생 9 역
- 김두희: 경영학과생 10 역
- 이주영: 경영학과생 11 역
- 윤진: 경영학과생 12 역
- 김현진: 경영학과생 13 역
- 박주리: 경영학과생 14 역
- 이현석: 경영학과생 15 역
- 조이왕: 화장실피해녀 역
- 이채민: 고모 역
- 김강훈: 어린 유정 역
- 최서연: 어린 인하 역
- 김도담: 어린 인호 역
- 차민서: 파티여자아이 역
- 한동희: 경찰 역
- 정용희: 동기 역
- 조정환: 형사 역
- 백경찬: 과외학생 역
- 이청희: 편의점여직원 역
- 김동규: 영곤친구 1 역
- 우준모: 영곤친구 2 역
- 임두환: 영곤친구 3 역
- 전민현: 변태남 3 역
- 차용학: 택배기사 역 (특별출연)

## 이모저모
- 유정 역의 박해진과 김상철 역의 문지윤은 드라마 치즈인더트랩에 이어서 영화에도 같은 인물로 출연한다.[1]
- 미투 운동 확산 추세에 영화에서 보라(박산다라)와 홍설(오연서)에 대한 오영곤(오종혁)의 스토킹, 정보 유포 행위와 같은 대학교 캠퍼스에서 발생하는 데이트 폭력이나 성범죄가 너무 가볍게 다루어졌다는 비판을 받았다.[2]